# Emboscada de El Porroso
La Emboscada de El Porroso fue un ataque perpetrado por las Fuerzas Armadas Revolucionarias de Colombia - Ejército del Pueblo (FARC-EP) el 8 de febrero de 2005, contra un pelotón del Batallón de infantería No 46 “Voltigeros” en la vereda El Porroso de Mutata (Antioquia). Las tropas del Ejército Nacional se hallaban adelantando labores de búsqueda y rastreo en el área (operación Exterminio) con el objetivo de impedir una incursión guerrillera en el Uraba antioqueño, cuando se vieron atacados por 2 frentes del Bloque José María Cordova de las FARC-EP. El cuarto pelotón de la Compañía Zeus, fue copado en el asalto, perdiendo a 19 de sus 27 integrantes.

## Antecedentes
En noviembre de 2004 se desmovilizó el bloque bananero de las AUC, que ejercía el control sobre la región de Uraba desde hacía siete años.
Poco después, la guerrilla de las Farc empezó a demostrar sus intenciones de retornar a la zona del Urabá y en el comando de la Brigada 17 del Ejército se reportó la presencia de una cuadrilla del frente 5 cerca de una reserva indígena, ubicada a 20 kilómetros de Mutatá, a unos 40 minutos de esa cabecera municipal. En respuesta, el General Héctor Fandiño, comandante de la unidad, ordenó desplazar tropas al área. Aún se desconocía la magnitud de las unidades enemigas, que agrupaban unos 180 combatientes de los frente 5 y 58, al mando de Jacobo Arango, su hermano Héctor Usuga Higuita, alias la muerte, y Jhoverman Sánchez Arroyave alias el Manteco
Los 27 soldados del cuarto pelotón de la Compañía Zeus adscritos al Batallón de Infantería Número 46 Voltígeros, llegaron al sitio ubicado en el nacimiento del Río Porroso, en la Serranía del Abibe, sur de Urabá, en desarrollo de la operación “Exterminio”. La misión debía cumplirse en una región considerada como “zona roja”, ubicada además sobre uno de los corredores de movilidad de los grupos subversivos. Los militares, en palabras del general Carlos Alberto Ospina, trataban de evitar la toma de una comunidad indígena, donde habitaban unos 5.000 aborígenes, principalmente embera, quienes ya habían manifestado su temor ante posibles ataques de la guerrilla tras la salida de los hombres de las Autodefensas. 
Dos pares de hermanos, José Luis Hernández Lagares y Amaury Antonio Hernández Lagares, Edgar Norbey Correa Guisao y Jhon Jader Correa Guisao, hacían parte de la unidad destacada al área, contrariando lo dispuesto por las Fuerzas Armadas en cuando a no permitir la presencia de hermanos en la misma tropa. El subteniente Carlos Mauricio Henao Herrera estaba al mando de los soldados.

## El ataque
La Compañía “Zeus” hace su ingreso al sector de El Porroso, aproximadamente sobre las 10 de la mañana de ese martes 8 de febrero, y, observa un grupo de 5 o 6 guerrilleros cerca de una comunidad indígena, por lo cual hace el respectivo reporte vía radial con el Comandante correspondiente, y, da inicio a la operación militar. Según el relato del soldado Edinson Osorio: 

"El día lunes 07 de Febrero de 2005, nos encontrábamos en el puesto adelantado del Batallón en Bedo-piñales, salimos a las 11:00 de la noche en vehículos hasta Porroso, de ahí nos reunimos con mi teniente Henao, quien nos dijo la operación que íbamos a cumplir, que era un grupo de cinco (5) a ocho (08) bandidos, salimos de ahí a las 02:00 de la mañana y llegamos al sitio donde íbamos a golpear a las 10:00 de la mañana y montamos puesto de observación, de ahí nosotros en la casa de los indios, los guerrilleros estaban adentro, vimos cinco (5), de ahí planeamos los equipos para golpear, como nosotros no podíamos entrar porque de pronto matábamos los indígenas, entonces se mandó un grupo por arriba y otro por dejaba y tres se fueron a golpear, cuando se enfrentó el combate, se dio un combate de encuentro, ahí hirieron dos soldados y mataron a uno, de ahí se replegó el resto… de ahí nos reunimos nuevamente y nos organizamos para golpear otra vez y ahí si se prendió…"

Los guerrilleros reúnen más unidades, cerca de 180 y montan un cerco, mientras el Subteniente Henao, solicitaba apoyo aéreo para trasladar a los heridos; ayuda que es solicitada oportunamente por los altos mandos, quienes se hallaban reunidos en la sede del Batallón Voltígeros en Carepa (Antioquia). Continua el soldado: 

"de ahí fue que comenzó todo, de ahí fue que reportaron ya el muerto y el herido acá, ahí llegó el helicóptero como 03:30 de la tarde, hicieron unos varios rafagazos, pero no fue mucho, porque no tiraron cohetes, cohetes no tiraron…"

En efecto, sobre las 16 horas se recibe apoyo aéreo por parte de un helicóptero Arpía, pero una vez regresó al municipio de Carepa con el fin de retanquiar, el aparato recibe órdenes de regresar a Rionegro, pues al día siguiente se tenía prevista realizar en esa área una operación militar. La suerte quedó echada pues aparte de la falta efectiva de apoyo aéreo, la compañía “Fenix 2” que se hallaba en retaguardia, y en teoría debiera haber brindado el apoyo por tierra que necesitaba el pelotón cercado, permaneció en su posición porque “el grupo de guerrilleros atacante no los dejaba avanzar y estaban hostigando también a dicha compañía”.
El pelotón fue aniquilado: 

"como a las 05:40 de la tarde fue que nos comenzamos a replegar porque ya el grueso de la guerrilla ya nos tenía la emboscada y entonces nos tocó cruzarnos para el otro lado del río, como a las 05:50 fue que nos acabaron a todos los soldados, hasta la siete de la noche, nos buscaba con linterna la guerrilla a nosotros y de ahí cada uno quedó perdido por su lado, quedamos ocho vivos, ya ahí fue que me quedé escondido en un hueco de un palo con un soldado herido, que era el soldado Cordoba Romaña y en la noche como a las 10:00 de la noche fue que nos echamos agua abajo y nos encontramos a la guerrilla más abajo y nos tuvimos que devolver, nos montamos en un cerro, también escondido y preferimos esperar el apoyo para salir, el jueves en el primero vuelo como a las 07:10, estuve ahí escondido martes, miércoles y jueves sin comer, con el otro soldado y de ahí me sacaron,…”

 Soldado Edinson Osorio.

Además las FARC en un comunicado clamaban este ataque, junto a otro perpetrado en la vereda La Sombra de Anorí. En dicho comunicado, los guerrilleros afirmaban que no habían sufrido ninguna baja, además de hurtar 3 fusiles Galíl calibre 556, 1 mortero de 60 mm, 19 proveedores, 3 chalecos, 360 cartuchos y 1 GPS.

## Consecuencias
Como consecuencia del ataque perecieron 1 oficial, 2 suboficiales y 16 soldados profesionales. El ataque que se dio dentro del marco de una ofensiva más amplia de la guerrilla, provocó profundas inquietudes respecto a si la Fuerza Pública estaba en capacidad de asegurar las zonas despejadas por las AUC tras su proceso de desmovilizacion, y sobre la política de seguridad del gobierno Uribe.
Poco después de la emboscada, y en represalia por la muerte de los militares, el 21 de febrero de 2005, una patrulla conjunta de tropas gubernamentales y paramilitares, asesino brutalmente a 8 labriegos en una vereda de San José de Apartado.

## Personal asesinado y herido
- Muertos en acción:

Subteniente Carlos Mauricio Henao Herrera, Cabo segundo Norbey Martínez Montoya, Cabo tercero Edwin Buitrago Aguirre y Soldados Alexander Borrero Hernández, Arturo Rafael Cárdenas Agames, Javier Castro Arellano, Edgar Norbey Correa Guisao, John Jader Correa Guisao, Fander Alonso Durango David, Amaury Antonio Hernández Lagares, José Luis Hernández Lagares, Jorge Eliécer Herrera Fabra, Luis Adán Hoyos, Eugenio Joaquín Hurtado Mador, Luis Alberto Palacios Benites, Emilson Rodríguez Bermúdez, Eder Manuel Romero Fajardo, Camilo Torres Herrera, y Luis Eduardo Torres Herrera.
- Heridos:

Cabo segundo Ronald Alberto Gil Bolívar y Juan Villanueva Guzmán; Soldados Carlos Manuel Córdoba Romaña, Carlos Fabián De Ávila Mendoza 
y Jovany Alirio Guerra Goez.